# Абрамов, Аврам Борисович
Аврам Борисович Абрамов (род. 22 мая 1958 года) — кинооператор и режиссёр, деятель советского, таджикского и израильского кинематографа.

## Биография
Окончил операторский факультет ВГИКа (мастерская И. Шатрова, 1981). В 1975—1981 гг. работал ассистентом оператора, в 1981-90 гг. — оператор постановщик киностудии «Таджикфильм». Работал в жанре игрового, документального кино. В 1990-х гг. репатриировался в Израиль. 2002 2012гг Главный оператор телеканала НТВ Америка. Продолжает работу над фильмами в Израиле,России и США. кинорежиссёр, автор кинокартин. Член Союза кинематографистов СССР и Израиля. В настоящее время проживает в Нью Джерси,США.

## Фильмография

### Кинематограф СССР
- 1983 — Друзей не предают(Белый конь)
- 1984 — Девушки из Согдианы
- 1985 — Капкан для шакалов (фильм)
- 1986 — Здравствуйте, Гульнора Рахимовна![источник не указан 4700 дней]*
- 1987 — Участковый инспектор (фильм)
- 1987 — Это нужно живым (фильм)
- 1988 — Прошу не сообщать (фильм)
- 1988 — Несколько интервью после распределения (фильм)
- 1989 — Социализм — это… (фильм)
- 1990 — Луковое поле[1]

### Кинематограф Израиля
- 1992—1993 — телепередача Понимаем вместе.
- 1993—1995 — телесериал Герои культуры
- 1993 — Мегафон
- 1994 — Губерман. Гарики и Человеки
- 1995 — Путешествие по Святой Земле
- 1995 — Друзья Яны (Досъёмки)
- 1996 — Святая Клара (Досъёмки)
- 1997 — Цветы из Терезена
- 1998 — Воспоминание Иоланда
- 1999 — Ученик волшебника
- 1999 — Еврейская месть (Вендетта по-еврейски)
- 1999 — Путешествие. Мантуя, Вена, Санкт-Петербург
- 2006 — Взлёты и падения олигархии в России (олигархи) 1,2,3 серии
- 2010 — Воры в законе (сопостановка)